# Pantherodes conglomerata
Pantherodes conglomerata är en fjärilsart som beskrevs av William Warren 1894.
Pantherodes conglomerata ingår i släktet Pantherodes och familjen mätare. Inga underarter finns listade i Catalogue of Life.